# Coryphoblennius galerita
Coryphoblennius galerita is een straalvinnige vissensoort uit de familie van de naakte slijmvissen (Blenniidae). De wetenschappelijke naam is gepubliceerd in 1758 door Linnaeus in de tiende editie van Systema naturae.